# Abtshof
Het Abtshof (ook: Hof van Borlo) is een gesloten hoeve, gelegen aan de Thewitstraat 17 te Borlo.
Vanaf de 13e eeuw behoorde dit goed aan de abt van de Abdij van Sint-Truiden, maar de oudste gedeelten van het huidige complex: de inrijpoort, het poortgebouw, de stallen en de dwarsschuur, zijn van 1667. Henri van Houtem, getrouwd met een telg uit het geslacht Provenaire, was het die de hoeve in dat jaar liet herbouwen. De muur van de toren boven de poort is getooid met het wapenschild van het geslacht Provenaire. Er zijn ook de naam HOVTEM PROVENERIS en het jaartal 1667 te lezen.
Het woonhuis stamt uit het tweede kwart van de 20e eeuw.
Sedert 2017 is de vierkantshoeve en 2,5 ha omliggende grond eigendom van een wooncoöperatie die het ombouwt tot een 13-tal wooneenheden volgens het cohousing-principe met zelfstandige woonunits gecombineerd met gedeelde ruimtes zoals een keuken, een polyvalente zaal, een wasruimte, ateliers, logeerkamers en thuiswerkplek.

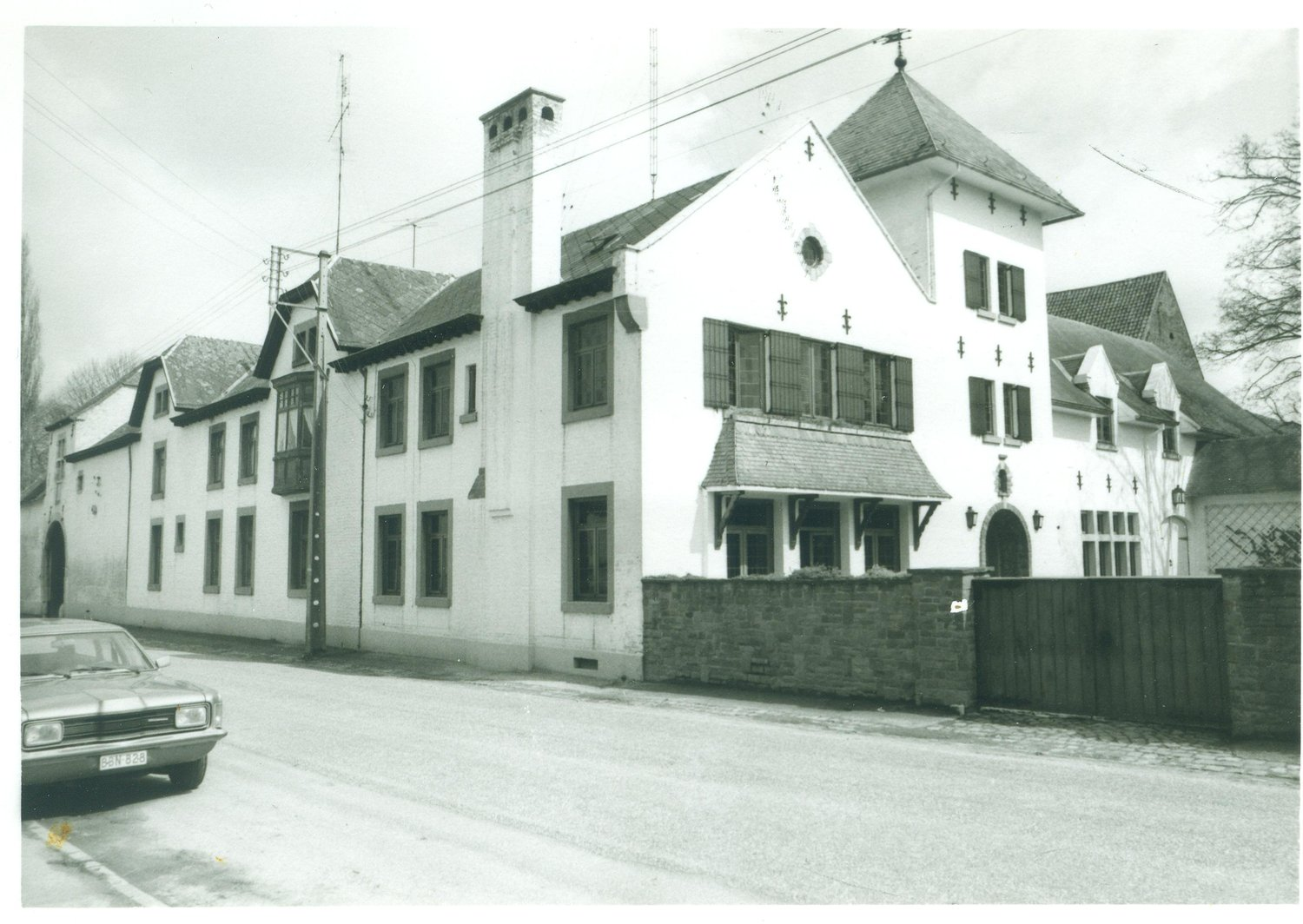
Abtshof in 1975
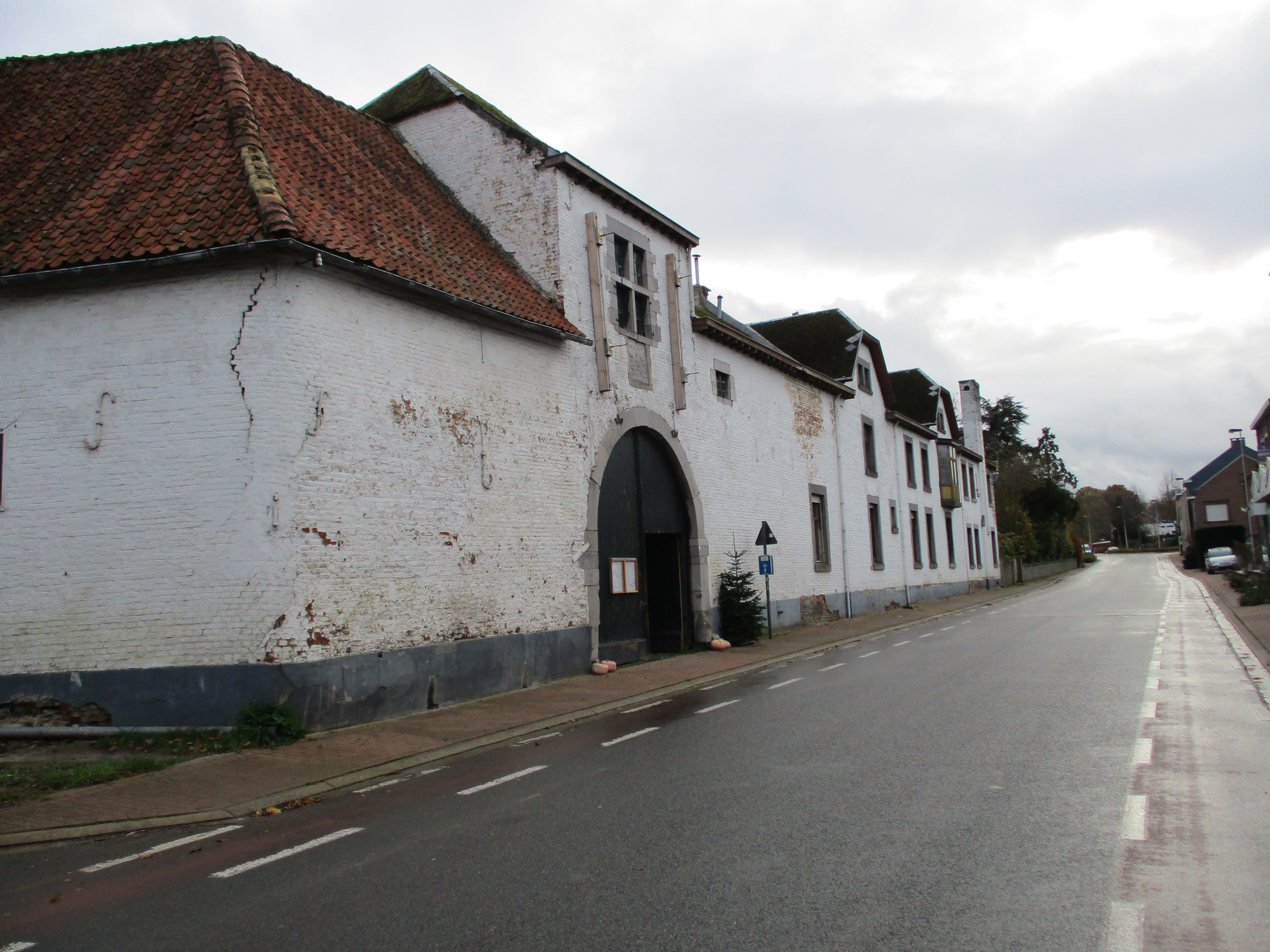
Abtshof in 2020